# Jean-Baptiste Hanak
 (juillet 2025).
La mise en forme du texte ne suit pas les recommandations de Wikipédia : il faut le « wikifier ».
Les points d'amélioration suivants sont les cas les plus fréquents :
- Les titres sont pré-formatés par le logiciel. Ils ne sont ni en capitales, ni en gras.
- Le texte ne doit pas être écrit en capitales (les noms de famille non plus), ni en gras, ni en italique, ni en « petit »…
- Le gras n'est utilisé que pour surligner le titre de l'article dans l'introduction, une seule fois.
- L'italique est rarement utilisé : mots en langue étrangère, titres d'œuvres, noms de bateaux, etc.
- Les citations ne sont pas en italique mais en corps de texte normal. Elles sont entourées par des guillemets français : « et ».
- Les listes à puces sont à éviter, des paragraphes rédigés étant largement préférés. Les tableaux sont à réserver à la présentation de données structurées (résultats, etc.).
- Les appels de note de bas de page (petits chiffres en exposant, introduits par l'outil «  Source ») sont à placer entre la fin de phrase et le point final[comme ça].
- Les liens internes (vers d'autres articles de Wikipédia) sont à choisir avec parcimonie. Créez des liens vers des articles approfondissant le sujet. Les termes génériques sans rapport avec le sujet sont à éviter, ainsi que les répétitions de liens vers un même terme.
- Les liens externes sont à placer uniquement dans une section « Liens externes », à la fin de l'article. Ces liens sont à choisir avec parcimonie suivant les règles définies. Si un lien sert de source à l'article, son insertion dans le texte est à faire par les notes de bas de page.
- La présentation des références doit suivre les conventions bibliographiques. Il est recommandé d'utiliser les modèles {{Ouvrage}}, {{Chapitre}}, {{Article}}, {{Lien web}} et/ou {{Bibliographie}}. Le mode d'édition visuel peut mettre en forme automatiquement les références.
- Insérer une infobox (cadre d'informations à droite) n'est pas obligatoire pour parachever la mise en page.

Pour une aide détaillée, merci de consulter Aide:Wikification.
Si vous pensez que ces points ont été résolus, vous pouvez retirer ce bandeau et améliorer la mise en forme d'un autre article.
Pour les articles homonymes, voir Hanak (homonymie).
Jean-Baptiste Hanak est un musicien, compositeur, artiste plasticien et écrivain français né en 1977 et originaire de Maisons-Alfort (Val de Marne).

## Biographie
La carrière de Jean-Baptiste Hanak débute en 2000, au travers du duo de musique électronique dDamage, qu’il a mené avec son frère Frédéric Hanak jusqu’à la mort de ce dernier en 2018.
Jean-Baptiste Hanak s’est illustré par plusieurs travaux, seul ou en groupe. Pour sa carrière musicale solo, il a composé plusieurs bandes originales de cinéma et des albums sous le pseudonyme dDash. Il s’est illustré en tant que musicien interprète dans le groupe de hard-rock français Cobra, puis a joué sous la direction du compositeur Kasper Toeplitz dans l’ensemble de musique contemporaine Sleaze Art. Jean-Baptiste Hanak est également compositeur pour le projet Nuit à Jour interprété par le comédien français Pierre Richard, dont les textes sont écrits par l’écrivaine Ingrid Astier.
En parallèle à sa carrière de musicien, Jean-Baptiste Hanak mène une carrière d’artiste peintre, depuis 2015, il est représenté par la galeriste française Anne de Villepoix.

## Carrière musicale

### dDamage
Duo créé avec son frère Frédéric Hanak, dDamage est un groupe de musique électronique dont le style a évolué au fil des années, dont les influences oscillent entre techno, hip-hop, punk rock, ambient et musique noise. Sur 20 années de carrière, ils ont donné des concerts en France, Europe, Etats-Unis et Japon. Leur discographie comporte huit albums, ainsi que plusieurs EP, compilations et bandes originales de films. Au fil des années, ils se sont démarqués de la scène française en collaborant avec des artistes de tous pays et tous horizons musicaux. On compte dans leur discographie des collaborations avec des artistes de la scène Hip-Hop (MF Doom, Young Jeezy, Agallah, Dose One, Mike Ladd…), des musiciens rock (Jon Spencer, The Horrors, Meat Beat Manifesto), ou plusieurs groupes électro (Otto von Schirach, Boards of  Canada, Bomb The Bass…). Le duo stoppe brutalement sa carrière en 2018, à la suite de la mort prématurée de Frédéric Hanak.

### dDash
Le premier album solo de Jean-Baptiste Hanak sort en 2003 sur le label autrichien Angelika Koehlermann, subdivison pop de la maison de disques Mego, dirigée par le musicien Gerhard Potuznik. Alien Folk Trash est un disque décrit comme du bedroom indie rock qui fut comparé à sa sortie aux travaux du musicien américain Jad Fair. Pleinement investi durant de nombreuses années dans son groupe dDamage, Jean-Baptiste Hanak sortira son second album solo 11 années plus tard. L’album Hyperactive Jerk est publié en 2014 sur le label français Tsunami-Addiction et Jean-Baptiste Hanak le présente comme un projet transdisciplinaire. En effet, en plus de la composition, il assure sur ce disque : chant, guitare, basse, claviers, batterie et signe l’artwork de ses propres illustrations. Ce disque sera l’élément déclencheur d'une collaboration artistique avec Agnès B, qui – outre un partenariat pour appuyer la promotion de l’album – signera des vêtements créés à partir des illustrations de la pochette du disque.

### Cobra
En 2012, Jean-Baptiste Hanak assure plusieurs concerts solos dans une tournée française avec le groupe de hard-rock français Cobra. En 2013, à la suite du départ d’un des membres du groupe, Jean-Baptiste Hanak intègre la formation pour en faire partie jusqu’à sa dissolution en 2017. Il y assure successivement clavier, backing-vocals, samples et programmation rythmique. Le groupe s’est illustré à cette période avec un 45 tours sur le label français Born Bad Records : « Des lieux associatifs pour les jeunes » ainsi qu’un album « Les Clés de l’inquiétude » sur le label français Satanic Royalties. Durant cette période, le groupe s’est illustré sur plusieurs scènes francophones, ainsi que dans des festivals comme : Hellfest, Motocultor, ExtremFest…

### Sleaze Art
En 2014, Jean-Baptiste Hanak intègre en tant qu’interprète l’ensemble de musique contemporaine Sleaze Art. Le groupe est un ensemble modulable de bassistes et guitaristes créé en 1995 par Kasper Toeplitz – compositeur français issu d’institutions comme le GRM, l’IRCAM ou Radio France. Durant cette période, le groupe prend la forme d'un quartet de basses électriques constitué de Eryck Abecassis, Frederick Galiay, Kasper Toeplitz et Jean-Baptiste Hanak. Ils enregistrent deux formats longs : Infra (Bocian Records, 2015) et Infra-Blast (In Paradisum, 2015). Le groupe s’illustre en premier lieu pour des concerts illustrant les pièces de danse contemporaine de la chorégraphe française Myriam Gourfink : Infra Souterrain en 2014 au Théâtre des Arts de Cergy et par la suite au Théâtre du Blanc-Mesnil. En 2015, ils interprètent la pièce Infra_Purr à deux reprises au Centre Georges Pompidou Metz.

### Musique de cinéma
Après une première bande originale de long métrage en 2013, co-signée avec son frère Frédéric Hanak (film franco-japonais Tu Seras Sumo, de Jill Coulon), Jean-Baptiste Hanak est approché par l’éditeur français Schubert Publishing. C’est ainsi qu’il compose et interprète la bande originale du film français The Open du cinéaste Marc Lahore en 2016 – avec l’acteur anglais James Northcote. Sélectionné dans 57 festivals à l’international et primé 25 fois, le film ne sortira pas en salle et sera exclusivement exploité pour le marché V.O.D. En 2016, Jean-Baptiste Hanak signe un contrat d’édition musicale avec le label français Tele-Music, sous la licence de BMG Music France, pour un disque de librairie musicale en duo avec le musicien 2080. En 2017, Jean-Baptiste Hanak entame une collaboration artistique avec la cinéaste féministe Olympe de G, pour de l’illustration musicale de film érotique. Il composera en premier lieu pour le court métrage Don’t Call Me a Dick produit par Erika Lust – sorti en 2017. À la suite de cette collaboration, la réalisatrice fera de nouveau appel à ses services en 2020 pour composer la bande originale de son premier long métrage Une dernière fois, film coproduit par Kidam et Canal+, qui signe le retour au genre de l’actrice française Brigitte Lahaie.

### Travail aux côtés de Ingrid Astier et Pierre Richard
En 2011, l’autrice française Ingrid Astier (Gallimard) entre en contact avec Frédéric Hanak et Jean-Baptiste Hanak, pour un travail en commun. En 2014, elle leur laisse écrire deux pages de son nouveau livre Petit Eloge de la Nuit. Une envie commune de mettre ce livre en musique se manifeste. Proche du comédien français Pierre Richard, Ingrid Astier assure alors la rencontre avec Jean-Baptiste Hanak afin qu’ils produisent une série de concerts en duo guitare/voix. Après plusieurs représentations, l'idée de créer un album autour de ce projet se manifeste. Ingrid Astier, Pierre Richard et Jean-Baptiste Hanak entreront en studio en décembre 2018. Après plus d’une année de travail, l’album Nuit à Jour est enregistré et le trio signe un contrat avec le label français Modulor. Jean-Baptiste Hanak retournera par la suite en studio pour mixer l’album avec le musicien français Olivier Dax (Dax Riders). L’album Nuit à Jour sort en décembre 2020.

### Musique de Jeux-Vidéo
En 2021, la société française de jeu vidéo Dotemu annonce la sortie multi-plateformes du jeu vidéo Tortues Ninja : Shredder's Revenge. La vidéo de bande annonce, mise en ligne sur internet, révèle une musique réalisée par Jb Hanak et chantée par Mike Patton, leader du groupe américain Faith No More. Les crédits du morceau indiquent également la participation de son frère Cédric Hanak à la guitare solo et Olivier Dax (du groupe Dax Riders) aux claviers.

## Carrière d’artiste-peintre
À la suite de la sortie de son album Hyperactive Jerk en 2014, pour lequel il réalise la musique, mais également tout le travail d’illustration, Jean-Baptiste Hanak est contacté par Agnes B pour une collaboration artistique. Ils réaliseront ensemble deux vêtements. Durant cette même période, son travail est repéré par le pôle artistique de Mitsubishi Pencil et Jean-Baptiste Hanak bénéficie d’un sponsoring par la marque Posca. S’ensuivront plusieurs expositions de ses travaux plastiques, qui les font connaître dans le monde de l’Art Contemporain par des institutions comme : L’Institut Français du Japon, le Musée du Papier d’Angoulême, ou encore Le Silencio, lieu parisien dont la direction artistique est assurée par le cinéaste américain David Lynch. Après quelques expositions dans plusieurs pays (France, Allemagne, Japon…), son travail est repéré par la galeriste française Anne de Villepoix, qui le représente depuis 2015.

## Carrière d'écrivain
En 2022, le premier roman de Jb Hanak est publié aux Editions Léo Scheer (distribution Flammarion). Sales Chiens met en scène une tournée des frères Hanak et de leur groupe de musique dDamage. En quelques mois, le succès critique est unanime. De nombreux articles de presse reconnaissent les qualités littéraires du roman décrit comme : « un coup de maître » (France Inter), « abrasif et rageur » (Le Monde), « un livre impossible à refermer lorsqu'on l'a ouvert » (Libération), « un redoutable page-turner » (Les Inrockuptibles), « d'une écriture sèche et précise » (Télérama), « halluciné et hallucinant » (Technikart), « une odyssée littéraire sauvage et radicale » (Rock & Folk).
Jb Hanak travaille actuellement à l'écriture de son second roman.